# 卡斯特里尼亚诺-德格雷奇
卡斯特里尼亚诺-德格雷奇（義大利語：Castrignano de' Greci），是意大利莱切省的一个市镇。总面积9平方公里，人口4125人，人口密度458.3人/平方公里（2009年）。ISTAT代码为075018。